# 2021年納希利亞醫院大火
2021年納希利亞醫院大火是指在2021年7月12日，在伊拉克濟加爾省納希利亞區納希利亞侯賽因教學醫院的嚴重特殊傳染性肺炎隔離病房發生大火。這次大火造成至少92人死亡，另外有100人受傷。